# Anchova
A anchova (também conhecida como enchova, e anchoveta) é um peixe actinopterígeo da família Engraulidae, à qual pertence o biqueirão, geralmente de menor tamanho.
Em várias regiões do mundo, estas espécies suportam pescarias de grandes dimensões; a mais conhecida é a anchoveta do Peru e Chile, Engraulis ringens, da qual se chegaram a capturar doze milhões de toneladas.
Podem medir de 2 a 40 cm, quando adultas, e o formato de seu corpo é variável, sendo mais delgado na região Norte.
A espécie Pomatomus saltatrix, da família Pomatomidae, também é conhecida pelos nomes de "anchova" e "enchova".

## Etimologia
"Anchova", "enchova" e "anchoveta" vêm do genovês anciua. "Bluefish" vem do inglês blue, "azul", fish, "peixe".

## Distribuição
São encontradas por todos os oceanos, mas com maior concentração em águas temperadas e em menores concentrações em águas frias ou mares muito quentes. Geralmente, sobrevivem em uma variedade grande de temperaturas e salinidade. São abundantes no Mar Mediterrâneo, particularmente no Mar de Alborão, bem como no Mar Negro.

## Predadores
A anchova é um alimento importante para muitos peixes, incluindo o linguado-da-califórnia, o stripped bass, tubarão e o Salmão-Rei. Também muito importante para mamíferos marinhos e pássaros como o pelicano-pardo.
Ctenóforo Mnemiopsis leidyi, foi introduzido acidentalmente no Mar Negro, vindo de lastros de outros navios, causando um colapso na pesca de anchova nos anos 80. (Brusca e Brusca, 2007, p 287).